# Нижегородский уезд
Нижегоро́дский уе́зд — административно-территориальная единица в составе Русского царства (как самостоятельной единицы), Нижегородской губернии Российской империи и РСФСР, существовавшая с 1425 по 1929 год. Уездный город — Нижний Новгород.

## История
После того, как в 1425 году Нижегородско-Суздальское великое княжество окончательно вошло в состав Великого княжества Московского, управление территориями стало осуществляться на основе местничества. Прилегающие к Нижнему Новгороду территории бывшего княжества сформировали Нижегородский уезд, граничивший с Галичским, Курмышским, Муромским, Гороховецким, Суздальским, Юрьевецким, а позднее — и с Козьмодемьянским, Алатырским, Арзамасским и Балахнинским уездами.
В 1680 году думным дьяком Ларионом Ивановым для царя Фёдора Алексеевича был разработан документ, пересматривающий устоявшиеся боярские титулы. В представленной росписи титулов наместник Нижегородский («Нова города Низо́вския земли́») входил в число 23 «степенных» титулов, находясь на 15 месте.
В 1682 году местничество было упразднено, основное управление осуществлялось при помощи наместников. До начала XVIII века среди нижегородских наместников упоминаются П. М. Апраксин, Г. Г. Пушкин, Ю. А. Сицкий, А. Ю. Сицкий, С. Л. Стрешнев, Ю. П. Трубецкой, П. В. Шереметев.

### Реформы Петра I
В 1708 году Нижегородский уезд был отнесён к Казанской губернии, а в 1714 году — к Нижегородской губернии.
В 1720 году в России были официально образованы провинции, в том числе Нижегородская провинция, в которую вошли Нижегородский, Балахнинский и Юрьевецкий уезды. По замыслу Петра провинция должна была стать высшим областным делением подобно прежнему уезду, но этот указ не отменял и деления на губернии. Это было обусловлено необходимостью существования губерний в качестве военных округов. Провинциальный воевода не был подчинён губернатору и только иногда становился в подчинение ему как к военному начальству, например, по делам о рекрутском наборе.
Несмотря на образование губерний и провинций, уезды с 1727 по 1755 гг. оставались основными административно-территориальными единицами в России. В 1727 году в Нижегородской провинции были восстановлены Нижегородский, Балахнинский и Юрьевецкий уезды.
В 1779 году из Нижегородского уезда были выделены отдельные Семёновский, Макарьевский, Княгининский, Горбатовский уезды, некоторые территории переданы Васильсурскому и Балахнинскому уездам, и все они вошли в состав Нижегородской губернии (в 1779—1796 гг. — Нижегородского наместничества).
27 апреля 1923 года из Нижегородского уезда в Арзамасский была передана Елховская волость.
10 июня 1929 года Нижегородский уезд был упразднён. При этом город Нижний Новгород был передан в областное подчинение Нижегородской области.

## Административное деление

### Административное деление до 1755 года
К концу XVI века из населённых пунктов Нижегородского края формируются станы — совокупности владений разного характера (дворцовых, владельческих, монастырских) без какой-либо единой административной структуры:
- Березопольский стан (Березовое Поле, Березополье) — наиболее заселённые территории, располагавшиеся близ Нижнего Новгорода в междуречье Оки, Волги, Кудьмы и Кишмы. На территории стана существовала «хорошо оформленная структурная единица» — село Богородское «с сёлами и деревнями», в 1615 году пожалованное царём Кузьме Минину и его семье за организацию Нижегородского ополчения.
- Закудемский стан располагался восточнее Березополья, находясь для Нижнего Новгорода «за рекой Кудьмой», откуда и пошло его название. Успешному заселению территорий способствовало основание в устье реки Керженец Макарьево-Желтоводского монастыря, ставшего в XVII веке одним из крупнейших нижегородских землевладельцев.
- Стрелицкий стан (Стрелица) — территории на правом берегу Волги в устье Оки, прямо напротив Нижнего Новгорода. Стан сформировался лишь к XVII веку, поглотив земли Стрелицкой волости и сейминских бортников.

Кроме станов хорошо различались территории, относящиеся к дворцовым владениям: дворцовые сёла с окружающими их деревнями, деревени из состава «Лукинской сохи» с центром в селе Лукино, посопное село Слободское, объединения бортников и мордовские сёла.
В 1610-е годы происходит образование волостей: поселения кожуховских бортников в устье реки Сеймы становятся Кужовской волостью с центром в деревне Кожуховской, матюшевские бортники — Матюшевской волостью (центр — село Матюшево), поселения «мордвы терюшевской и бакшеевской» — дворцовой Терюшевской волостью, село Сосновское с деревнями — Сосновской волостью, село Княгинино с деревнями — Княгининской волостью, заволжские бортники — Толоконцевской волостью (центр — Толоконцево), стрелицкие бортники — Стрелицкой волостью. К этому же времени относится упоминание в составе нижегородских земель Белогородской волости — вотчины Елены Михайловны Репниной, жены Василия Шуйского, а также Пурехской волости с центром в селе Пурех, Скоробогатовской волости-владения и волости села Соличного.
В течение XVII века некоторые волости переходят в нижегородское подчинение из соседних уездов. Так, из Курмышского уезда добавляются Лысковская и Мурашкинская владельческие волости, перешедшие к боярину Борису Ивановичу Морозову. К тому времени население сёл Лысково и Мурашкино превышало население Курмыша в десятки раз. Имели место и обратные процессы: например, часть поселений Толоконцевской волости перешли к государственной Заузольской волости Балахнинского уезда.
В ходе развития дворянского землевладения почти все населённые пункты дворцовых волостей, мордовских поселений и бортников переходят во владения феодалов. К середине XVII века на территориях Нижегородского уезда сосредотачиваются самые крупные в Российском государстве владения феодалов (Морозовых, Черкасских, Воротынских, Прозоровских).

### Волости Нижегородского уезда в составе Нижегородской губернии
В 1890 году в состав уезда входило 28 волостей:
| № п/п | Волость          | Волостное правление | Число селений | Население |
| ----- | ---------------- | ------------------- | ------------- | --------- |
| 1     | Алистеевская     | с. Алистеево        | 11            | 4339      |
| 2     | Арманихинская    | с. Арманиха         | 11            | 6242      |
| 3     | Безводнинская    | с. Безводное        | 1             | 2621      |
| 4     | Большепицкая     | с. Ишино            | 10            | 4387      |
| 5     | Бориспольская    | с. Борисово Поле    | 7             | 4411      |
| 6     | Бешенцевская     | д. Бешенцево        | 23            | 5636      |
| 7     | Вязовская        | с. Вязовка          | 6             | 3681      |
| 8     | Доскинская       | с. Большое Доскино  | 11            | 4903      |
| 9     | Елховская        | с. Елховка          | 5             | 5036      |
| 10    | Ельнинская       | с. Большая Ельня    | 16            | 9433      |
| 11    | Каменская        | с. Каменки          | 15            | 6464      |
| 12    | Кстовская        | с. Кстово           | 10            | 3886      |
| 13    | Куриловская      | с. Курилово         | 8             | 4871      |
| 14    | Лубянецкая       | с. Лубянцы          | 7             | 3255      |
| 15    | Ляписская        | с. Ляписи           | 8             | 2768      |
| 16    | Ново-Ликеевская  | с. Новоликеево      | 10            | 3812      |
| 17    | Палецкая         | с. Палец            | 10            | 4396      |
| 18    | Покровская       | с. Борисово         | 7             | 4235      |
| 19    | Сарлейская       | с. Сарлей           | 10            | 7234      |
| 20    | Семетская        | с. Семеть           | 8             | 4323      |
| 21    | Симбилейская     | с. Симбилей         | 13            | 5651      |
| 22    | Слободская       | с. Слободское       | 9             | 4860      |
| 23    | Таможенниковская | с. Таможниково      | 12            | 5894      |
| 24    | Тепелевская      | с. Тепелево         | 9             | 5974      |
| 25    | Терюшевская      | с. Терюшево         | 5             | 5433      |
| 26    | Толмачевская     | с. Толмачёво        | 7             | 2435      |
| 27    | Чернухинская     | с. Чернуха          | 6             | 3070      |
| 28    | Шелокшанская     | с. Шёлокша          | 6             | 3245      |

В 1913 году в уезде было 28 волостей.

### Волости Нижегородского уезда (по состоянию на 1926 год)
В 1926 году в уезде было 9 волостей:
| №п/п | Волость                | Административный центр   | Число сельсоветов |
| ---- | ---------------------- | ------------------------ | ----------------- |
| 1    | Алистеевская           | д. Оранки                | 5                 |
| 2    | Безводнинская          | с. Безводное             | 7                 |
| 3    | Борисово-Покровская    | с. Борисово-Покровское   | 6                 |
| 4    | Борская                | с. Бор                   | 7                 |
| 5    | Дальнеконстантиновская | с. Дальнее Константиново | 10                |
| 6    | Каменская              | с. Каменки               | 7                 |
| 7    | Останкинская           | д. Останкино             | 8                 |
| 8    | Печерская              | д. Анкудиновка           | 7                 |
| 9    | Таможниковская         | с. Таможниково           | 8                 |

## Население
По данным переписи 1897 года в уезде проживало 222 033 человека. В том числе русские — 97,6 %; евреи — 1,0 %. В Нижнем Новгороде проживало 90 053 человека.
По итогам всесоюзной переписи населения 1926 года население Нижегородского уезда и Канавинского рабочего района составило 386 206 человек, из них городское — 197 639 человек.

## Управление
С 1864 по 1918 основные административные функции в уезде выполняли органы земства:
- Нижегородское уездное земское собрание — представительный орган, состоявший из гласных разных сословий (от уездных землевладельцев, от Нижнего Новгорода и от сельских обществ).
- Нижегородская уездная земская управа — исполнительный орган, состоявший из четырёх членов из числа гласных земского собрания и располагавшийся на углу улиц Большой Печёрской и Провиантской в Нижнем Новгороде.

## Кустарные промыслы
|  |  |        |
|  |  | [ 11 ] |